# 仙台市選挙管理委員会
仙台市選挙管理委員会（せんだいしせんきょかんりいいんかい）は仙台市の選挙を管理するために設置される選挙管理委員会。仙台市選管委、仙台市選管。
2014年の衆議院議員総選挙・国民審査で発生した不祥事以降、国政選挙事務および地方選挙事務においてミス・不祥事が頻発している。

## 概要
仙台市は政令指定都市であるため仙台市選管の下部組織として区（青葉区・太白区・宮城野区・若林区・泉区）の選挙管理委員会が設置されている。
仙台市に関する選挙事務を所掌し、以下の国政および地方自治体の選挙に関する事務等を行う。
国政選挙
- 衆議院議員選挙
  - 宮城県第1区（青葉区・太白区）
  - 宮城県第2区（宮城野区・若林区・泉区）
  - 比例東北ブロック
- 参議院議員選挙
  - 宮城県選挙区
  - 参議院比例区
- 最高裁判所裁判官の国民審査

地方選挙
- 宮城県
  - 宮城県知事選挙
  - 宮城県議会議員選挙
- 仙台市
  - 仙台市長選挙
  - 仙台市議会議員選挙

## ミス・不祥事

### 第21回最高裁判事国民審査
2009年8月30日投開票の第21回国民審査では宮城野区の投票所で投票者数を2784と記入とするところ2984とする誤記載があったことが2014年の不祥事に関連して判明した。

### 第46回衆議院議員総選挙・第22回最高裁判事国民審査
2012年12月16日投開票の第46回衆議院議員総選挙、第22回最高裁判事国民審査では、若林区で点字投票した女性1人を誤って追加し投票者数が増えた状態だった。また国民審査の青葉区において「裁判官全員を罷免」とする186票の集計がなされておらず、持ち帰り票として処理していたことが2014年の不祥事に関連して判明した。

### 第47回衆議院議員総選挙・第23回最高裁判事国民審査
2014年12月14日投開票の第47回衆議院議員総選挙、第23回最高裁判事国民審査において、青葉区の開票所で票の水増しの不正が発覚した。小選挙区に比べて比例代表の投票数が約1000人少ないことを報道機関が指摘、これに対して青葉区選管が調査したところ開票所の担当者2人が不在者投票と点字投票の人数を2重計上していたことが判明した。しかし、これに対して現場の係長級職員は辻褄を合わせるために差を976票の白票で埋め当日中に上司の選挙課長に報告、選挙課長はこれを黙認した。また、その後の市の調査で国民審査についても同様の不正が判明した。国民審査では何者かによって約1000票の誤差を信任票を500票、持ち帰り票505票として処理されていた。また、青葉区選管の事務局長が早期に事実を把握していたにも関わらず隠ぺいしていたことが判明した。これに対して市は事務局長を更迭、係長と選挙課長を更迭のうえで刑事告発し、宮城県警は2人を公職選挙法違反容疑などで書類送検した。また仙台選管、仙台市議会がそれぞれ独自にこの問題に関する委員会を設置した。
この不祥事に関連して仙台市選管は過去10年の選挙結果を調査しミスを3件（第21回国民審査、第46回衆院選・第22回国民審査）発見した。また、これらの調査の過程で、宮城野区、若林区、泉区の選管で10年保存すべき国民審査の書類が合計4件（2005年が3件、2009年が1件）廃棄されていることが判明した。

### 2015年仙台市議会議員選挙
2015年8月、仙台市議会選挙においては新たな投票手順を作成し、有権者数の多い投票所は人員を増やし、開票開始時間を繰り下げるなどし、白票も有効票と同様に集計したが、5つの区すべてで投票用紙の二重交付などのミスが発生した。

### 2015年宮城県議会議員選挙
2015年10月、宮城県議会選挙では太白区・泉区で集計トラブルが発生、開票終了が翌日未明までずれ込んだ。

### 第24回参議院議員通常選挙
2016年7月10日投開票の第24回参議院議員通常選挙において以下の事例が生じた。
- 6月26日、期日前投票所に入場券を持たずに訪れた選挙人名簿に名前の無い20代男性に誤って投票用紙を交付、男性は選挙区と比例代表の投票を行った。宮城野区選管によるとアルバイトの職員が名簿確認の際、生年月日のみを入力し、名前を入力しなかったことで同住所で名前が一字違いの選挙人と勘違いし投票用紙を誤交付した[6]。
- 集計ミスで約4時間の遅れ[7]。

### 2017年仙台市長選挙
2017年7月24日投開票の仙台市長選挙では泉区の開票所で投票総数が投票者総数より12票多くなる集計ミスが発生した。

### 第48回衆議院議員総選挙・第24回最高裁判事国民審査・2017年宮城県知事選挙
2017年10月22日投開票の第48回衆議院議員総選挙、第24回最高裁判事国民審査および宮城県知事選に先立って、郡和子仙台市長は「仙台市の選管が他よりも劣っていたり、何か特別な問題を抱えていたりしているとは認識していない」と語ったが、以下の事例が生じた。
- 集計ミスによる確認作業に手間取るなどして衆院選と知事選の開票確定時刻が午前10時台になり目標時間を大幅に超過した。衆院選では青葉区の開票作業中、投票数が投票者数より3票多いことが判明、この確認に手間取り大幅に遅れが生じた。知事選でも投票数が投票者数より5票多かったため点検が行われた[9]。
- 新潟県新潟市中央区の選挙権を持つ男性の不在者投票を誤って東京都新宿区選管に送付。この票は投票終了までに本来の選管に到着せず無効となった[9]。
- 県外に転出して選挙の資格がなくなった人に知事選の投票用紙を誤って交付した[9]。

### 第25回参議院議員通常選挙
2019年7月21日投開票の第25回参議院議員通常選挙において以下の事例が生じた。
- 若林区選管は開票作業で複数のミスが発生し、開票確定が全国最遅の午前7時19分となった。有権者が投票用紙を置いたままにした置き去り票を投票者数に加えなかったことと、投票用紙の自動交付機の故障で手渡し交付した票1枚を数えていなかったことによって、投票用紙枚数と投票者数に2票のずれが生じた[10]。
- 開票作業の終了後に、自民現職の愛知治郎の票が誤って立憲新人の石垣のりこに配分されていたことが判明し、再点検したところさらに点字投票1票の誤配分が判明し、計222票が誤って石垣に多く集計されていた[10]。

### 2019年仙台市議会議員選挙
2019年8月16日公示の仙台市議選において、青葉区選管はポスター掲示板の区画表示番号を6区画分2重に表示するミスがあったと発表した。同様のミスは2015年の市議選においても発生していた。

### 2019年宮城県議会選挙
2019年10月27日投開票の宮城県議会選挙の若林区の開票所で投票総数が投票者数より1票少ない状態が起こり、捜索したところ見つからなかったため持ち帰り票と判断した。

### 2021年仙台市長選挙
2021年8月1日投開票の仙台市長選挙において、午後11時50分現在の票数を誤って発表した。市選管によると若林区選管から報告された票数「25683」を選管職員が「37500」と誤入力したとしている。

### 第49回衆議院議員総選挙・第25回最高裁判事国民審査・2021年宮城県知事選挙
2021年10月31日投開票の第49回衆議院議員総選挙、第25回最高裁判事国民審査ではミスが相次ぎ開票確定に最大7時間の遅延が生じた。青葉区選管では投票総数が投票者総数より17票多いことが判明し、未使用の投票用紙などを再集計したところ一か所の投票所で実際の投票者数よりも少なく報告されていた。この再集計の作業で青葉区の開票所では予定の午前1時判から7時間遅延した。泉区や太白区の開票所でも票数と投票者数の不一致が起こり、確認作業などでそれぞれ2時間、3時間半の遅れが生じた。
また、同日投開票の宮城県知事選挙では、県外に転出し選挙資格がなくなっていた男性に誤って投票用紙を交付した。また、持ち帰り票として処理されていた投票用紙が第50回衆議院議員総選挙の際に投票箱から発見された。

### 第26回参議院議員通常選挙
2022年7月10日投開票の第26回参議院議員通常選挙においては以下のような事例が生じた。
- 6月23日、期日前投票所の政党・候補者一覧の選挙管理委員会名を誤表記した。泉区選管によると、これは若林区が代表して作成した政党・候補者一覧を修正しないまま泉区が印刷、掲示したため起こったが、政党・候補者に誤りはないため投票は無効にならないとしている[17]。
- 6月28日、青葉区選管によると期日前投票で有権者から代理投票の申し出を受けた職員が候補者名のほかに、自分の姓および代理投票であることを投票用紙に書いて投票箱に入れた[18]。
- 研修回数を増やし、集計機械を8台から29台に、作業人員も100人増強して開票作業に当たったが、開票終了予定時刻午前5時（青葉区は午前6時）に対してシステムトラブルで青葉区が30分、太白区が1時間、集計機械のトラブルで泉区が2時間予定より遅れて開票終了となった[7]。

### 2023年仙台市議会議員選挙
2023年7月31日投開票の仙台市議会議員選挙では太白区で投票数が投票者数より1枚多かったため数えなおしを行い開票作業に遅れが生じた。また、市議選の候補1人から提出された「選挙運動費用収支報告書」の受理日を誤って約1ヶ月遅くしていたことが判明した。

### 第50回衆議院議員総選挙・第26回最高裁判事国民審査
2024年10月27日投開票の第50回衆議院議員総選挙、第26回最高裁判事国民審査において以下のような事例が生じた。
- 10月19日、期日前投票において宮城総合支所の投票所で有権者1人に投票用紙を2重交付するミスをした。青葉区選管によると有権者が比例代表と国民審査の投票の前に入場券を小選挙区の投票箱に入れたという申告し、これに対して比例代表と国民審査の投票用紙を再交付した。しかし、その後の確認作業の中で実際には既に入場券を回収し、比例代表と国民審査の投票用紙が1枚多く交付されていたことが確認された。青葉区選管は余分に交付された投票用紙は有効票として扱うとしている[21]。
- 10月26日、泉区の第20投票区上谷刈センター投票所の設営作業中に、組み立てた投票箱の中から2021年の衆議院選と同日に行われた県知事選の記入済み投票用紙が2枚見つかった。投票用紙は2枚とも落選した長純一に投票された有効票であったが、当落結果の大勢に影響がないこと、異議申し立て期間が過ぎていることから確定票は訂正しない方針としている[16][22]。
- 宮城2区の宮城野区の開票所では10月28日午前1時頃、投票総数より得票総数が13票多かったことが判明。すべて票を数えなおすこととなり、開票結果の確定時刻が予定より30分遅れて午後2時半ごろとなった[16]。
- 10月28日、宮城2区の泉区選管は職員が一部の不在者投票のオンライン請求に気付かず、2人が投票できなかったと発表した。同選管は10月21日（受付最終日は26日）に7件のオンライン請求を受けていたうち2件が未処理となっており、同選管によると画面をスクロールで見落としたと説明し陳謝した[16]。

### 第27回参議院議員通常選挙
2025年7月20日投開票の第27回参議院議員通常選挙においては以下のような事例が生じた。
- 7月18日、若林区役所で行われた期日前投票で点字投票を希望した有権者に一般投票用紙を交付するミスが生じた[23]。
- 7月20日、太白区東四郎丸小学校の投票所で"選挙区の投票用紙を持った有権者"から入場券を紛失したと申し出があり、職員は入場券を投票券と間違えて投票箱に投函したと勘違いし、入場券を再発行の上で比例代表の投票用紙を交付した。しかし、その後の確認作業で比例代表の投票用紙が1枚多く交付されていることが判明した。太白区選管は票の特定ができないことから有効票として扱ったと発表した[24]。
- 7月20日、宮城野区の開票所で宮城選挙区と比例代表では在外投票と不在者投票の約600票をそれぞれ2重に計上するミスが発見され、県選管に報告して修正した。これによって集計修了の目標時間に遅れることはなかった。若林区の開票所では比例代表の確定投票者数のうち、期日前投票者数の総人数を県選管に報告する際、職員のミスのよって3人多く入力する誤りがあり、確認作業の上で修正した。これによって目標時間に対して1時間半の遅れが生じた[25][26]。
- 8月5日、太白区選管は使用した選挙人名簿の情報が入ったSSDを紛失したと発表した。SSDには7531人分の名前・住所・生年月日などが記録されていたが、 当日投票受付システム以外では閲覧できない上、二重のパスワードで保護されているとしている。紛失の原因は不明であり、1日に警察へ遺失届を提出した[27]。